# Kiba
Kiba är en animeserie producerad av studion Madhouse. Den sändes ursprungligen av TV Tokyo, mellan 2006 och 2007.
Kiba handlar om Zed. Han bor ensam i staden Calm. Hans kompis Noa försöker få honom att må bättre och gör mycket för honom. Noa har varit sjuk ända sedan han var liten och måste ofta till sjukhus. När Zed fyller år får han en falkfjäder av Noa, den symboliserar frihet. När Zed ska hälsa på sin mamma på hennes sjukhus blir han gripen av polisen, han är misstänkt för mord. Zed rymmer från polisen, han springer iväg och känner att vinden blåser. Vinden nästan kallar på honom. Han springer dit och blir omringad av polisen. Plötsligt ser han hur ett hål skapas. Han ser något inne i hålet, så han följer efter. Han hoppar in i hålet och möter där en flicka som kallas Roiya.